# Coesfeld (district)
Districtul Coesfeld este un Kreis în regiunea Münsterland, landul Renania de Nord-Westfalia, Germania.